# Neolophonotus engeli
Neolophonotus engeli là một loài ruồi trong họ Asilidae. Neolophonotus engeli được Londt miêu tả năm 1988. Loài này phân bố ở vùng nhiệt đới châu Phi.